# 台視綜合台
台視綜合台（英語：TTV Variety），是臺灣電視公司（台視）旗下的無線數位電視頻道，原名為台視健康娛樂台，於2010年10月1日改為現名。而後陸續在數位有線電視系統上架。

## 歷史
- 2007年12月31日凌晨，台視健康娛樂台開播，補上台視國際台台灣版停播後的位置；當時因logo設計的關係，簡稱健康娛樂台。
- 2010年10月1日，台視健康娛樂台改名為「台視綜合台」。
- 2017年7月15日，中華電信MOD系統公告，台視綜合台、台視新聞台、台視財經台改由壹電視繼續提供中華電信MOD播出。
- 2018年10月1日，本頻道於中華電信MOD升級為高畫質播出[1]。
- 2018年12月18日，本頻道將大部分數位有線電視頻道號碼陸續定頻在第157頻道。隔年（2019年）4月，本頻道在部分數位有線電視改為HD高畫質播出。
- 2020年10月12日，台視財經台與本頻道的無線數位電視訊號由SD畫質提升為HD高畫質。[2]

## 歷年頻道名稱
| 頻道名稱       | 開播日期                      |
| -------------- | ----------------------------- |
| 台視健康娛樂台 | 2007年12月31日至2010年9月30日 |
| 台視綜合台     | 2010年10月1日至今             |

## 節目
新聞
- 早安您好－台視新聞
- 午安您好－台視新聞
- 台視晚間新聞

實境節目
- 嗨！營業中
- 光露營就很忙了
- 光開門就很忙了

戲劇
- 美麗人生
- 加油喜事
- 台視周六優質戲劇
- 台視週日優質偶像劇

## 外部連結
- 306 台視綜合台 - 中華電信 MOD 網站 （页面存档备份，存于）
- 台視綜合台的Facebook專頁